# Анжелль (співачка)
Енджелл (англ. Angelle, уроджена Сара Девіс, англ. Sarah Davies; нар. бл. 1980, м. Стаффорді, Англія, Велика Британія) — британська співачка з Бірмінгема в Англії.

## Музична кар'єра
У 2002 році дебютний сингл «Joy and Pain» у виконанні Сари Девіс посів 43-тю позицію на UK Singles Chart. Така увага до її пісні була викликана інформаційною кампанією на британському супутниковому каналі Vibe TV, яку оплатив її майбутній чоловік Стів Беннет, бізнесмен. На його колишньому веб-сайті jungle.com була розміщена версію «The Lion Sleeps Tonight» як джингл, записаний Полом Да Вінчі з вокалом Анжелль.